# Placche di Baone

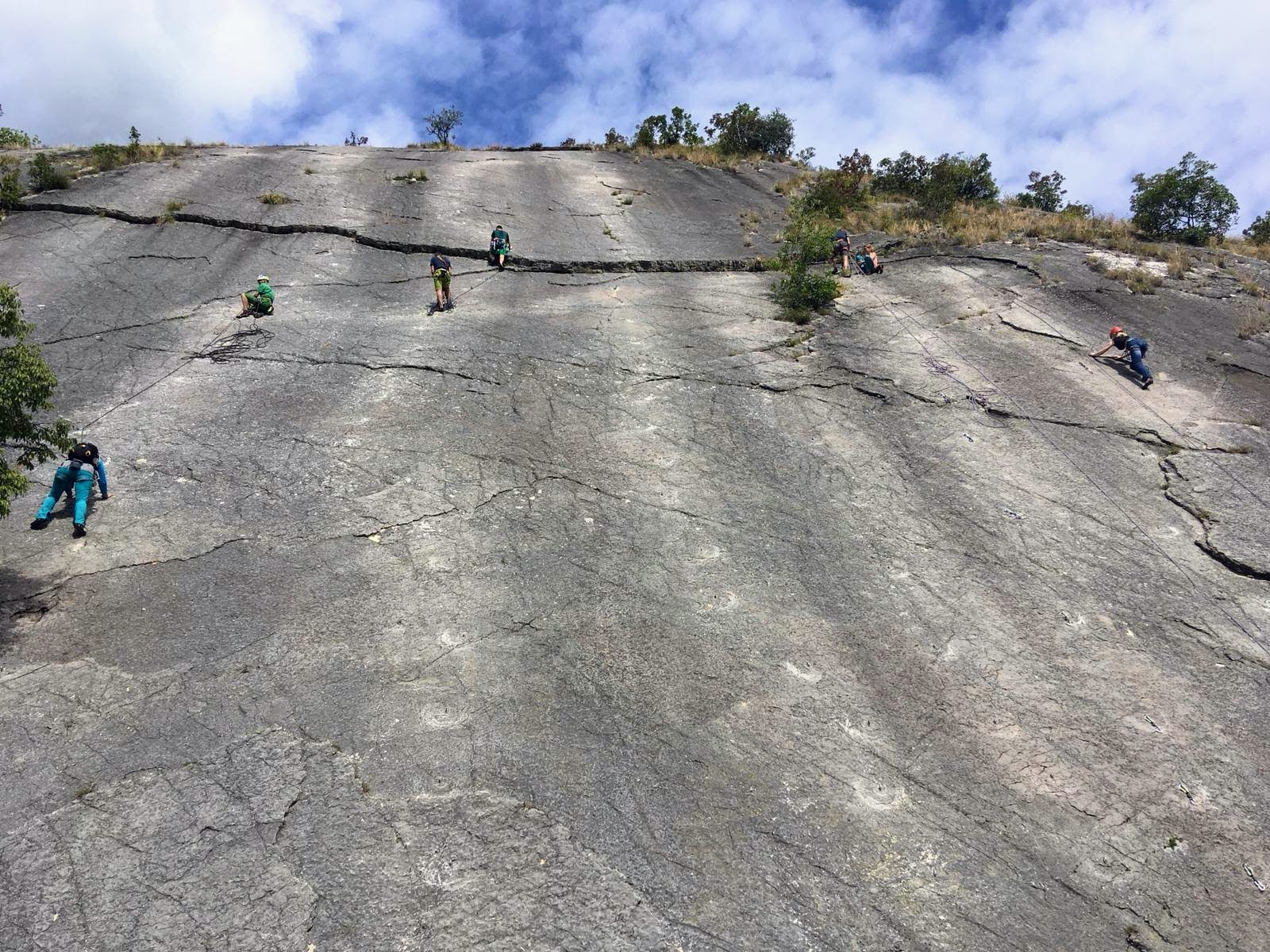
Plattenkletterei an den Placche di Baone

Die Placche di Baone (deutsch Platten des Baone) sind eine Felswand an der Südseite des Monte Baone (479 m s.l.m.) in den Gardaseebergen.

## Lage und Geologie
Die mehrere hundert Meter lange Felswand liegt oberhalb von Vigne und Chiarano der beiden zur Gemeinde Arco im Trentino gehörenden Fraktionen. Die Placche di Baone bestehen aus mehreren Plattenschichten, die eine Stärke von etwa 30 bis 70 cm aufweisen und einen Neigungswinkel von bis zu 50° erreichen. Die Platten bestehen aus Ammonitico Rosso einer Sedimentgesteins-Formation aus dem Mesozoikum.

## Steinbruch
Die Placche di Baone wurden seit Alters her als Steinbruch genutzt. 1549 wurde eine erste Regelung der Nutzung der Steinbrüche ausgearbeitet. Im Gegensatz zum im 12. Jahrhundert erstmals durch die Fürstbischöfe von Trient geregelten Bergregals war die Nutzung der Steinbrüche bis dahin nicht geregelt gewesen. Die Regelung sah vor, dass die Steinbrüche den Gemeinden vor Ort anvertraut wurde, die die kommerzielle Nutzung wiederum zeitlich befristet an Einheimische verpachten konnten und damit zur Aufbesserung der Gemeindekassen beitrugen. Zudem war den Einheimischen die Nutzung der Steinbrüche für den eigenen Gebrauch gestattet. Ab 1613 wurden die Steine aus dem Steinbruch Baone für den Bau der Collegiata-Kirche in Arco und später auch für den Bau der Inviolata-Kirche in Riva del Garda genutzt. Bis zur Fertigstellung der Collegiata 1671, die sich wegen eines Pestausbruchs 1630 verzögerte, war die private Nutzung des Steinbruchs durch die Gemeinde Romarzollo untersagt worden.

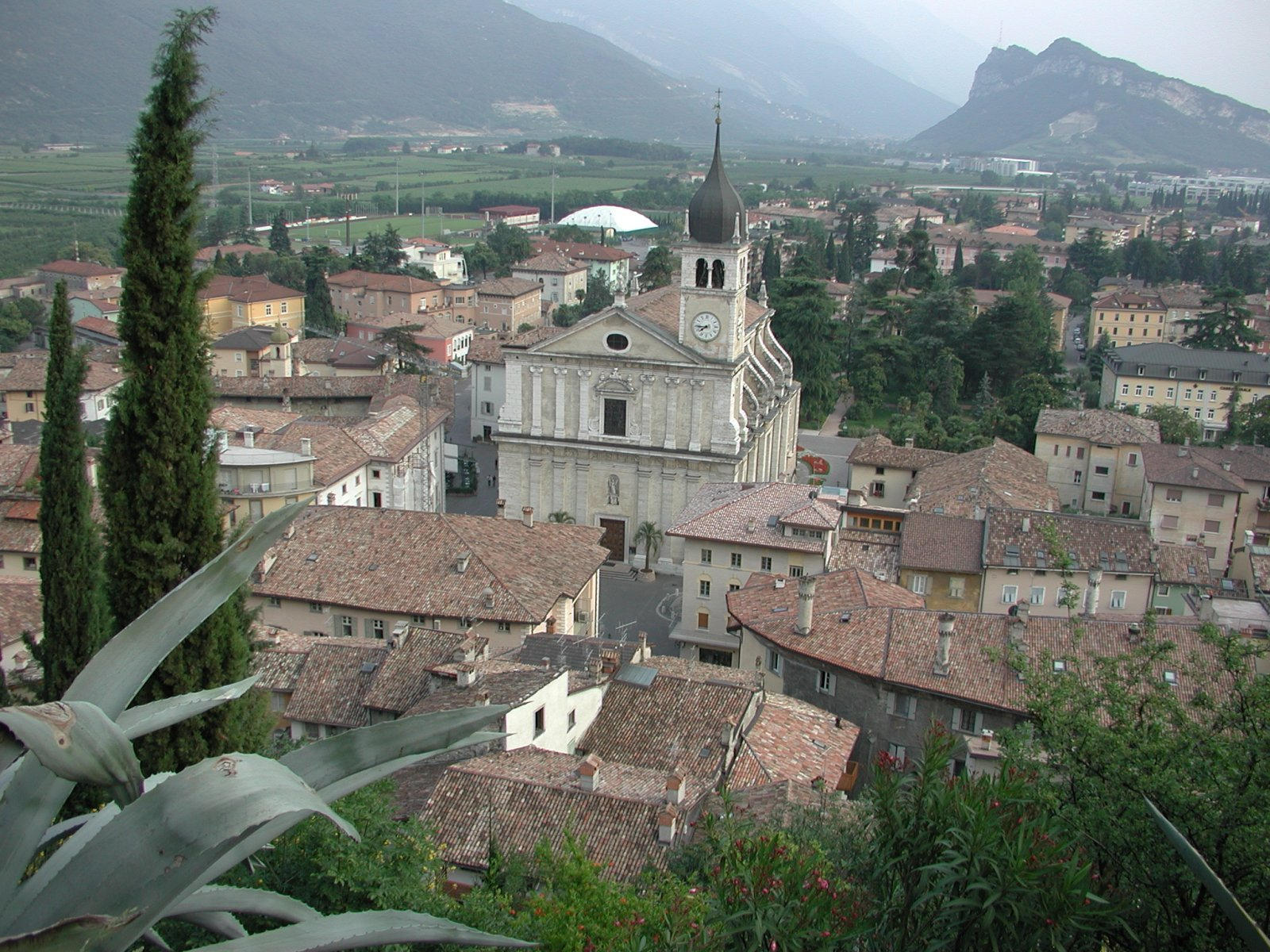
Collegiata-Kirche in Arco, errichtet aus Steinen des Placche di Baone Steinbruchs

Der Steinbruch Baone wurde noch Mitte des 19. Jahrhunderts und damit auch noch nach der 1832 durch die vom Kronland Tirol und Vorarlberg erlassene Neuregelung des Abbaus genutzt. Nach Ende des Ersten Weltkrieges erscheint der Steinbruch Baone in der vom Königreich Italien durchgeführten statischen Erhebung der Steinbrüche von 1923 als nicht mehr aktiv auf.
Die Abbaufläche an den Placche di Baone ist etwa 250 m lang, gebrochen wurden 20 bis 30 cm dicke Steinplatten und Blöcke von 70 bis 80 cm Stärke, die mit Ochsengespannen abtransportiert wurden. An verschiedenen Stellen sind die Spuren des Abbaus noch deutlich zu erkennen.

## Archäologischer Fundplatz
Am östlichen Rand der Placche di Baone befindet sich unter einem Abri halb von Felstrümmern begraben der Riparo Monte Baone. Bei den von der für Archäologie zuständigen Behörde der Autonomen Provinz Trient zwischen 1997 und 2007 durchgeführten stratigraphischen Grabungen konnten mehrere Straten freigelegt werden. Anhand der Funde, insbesondere organischen Materials, die auf eine Nutzung als Unterstand für Nutztiere hinweisen, wurde die unterste Schicht auf das späte Neolithikum und Kupfersteinzeit datiert. Daneben wurden einige Scherben der Glockenbecherkultur gefunden, die als Grabbeilagen auf eine Nutzung als Grabstätte hinweisen.
Der Fund einer Bluzger-Müntze aus dem 18. Jahrhundert sowie Schlackenreste zeugen von einer Nutzung des Unterstandes noch in jüngster Zeit. Die Archäologen gehen davon aus, dass dort Falschmünzen hergestellt wurden.
Es wird davon ausgegangen, dass Albrecht Dürer sich in der Nähe des Riparo und der Placche di Baone aufgehalten haben muss, da sein im Louvre aufbewahrtes und 1495 entstandenes Bildes der Burg von Arco die Burg aus dieser Perspektive zeigt.

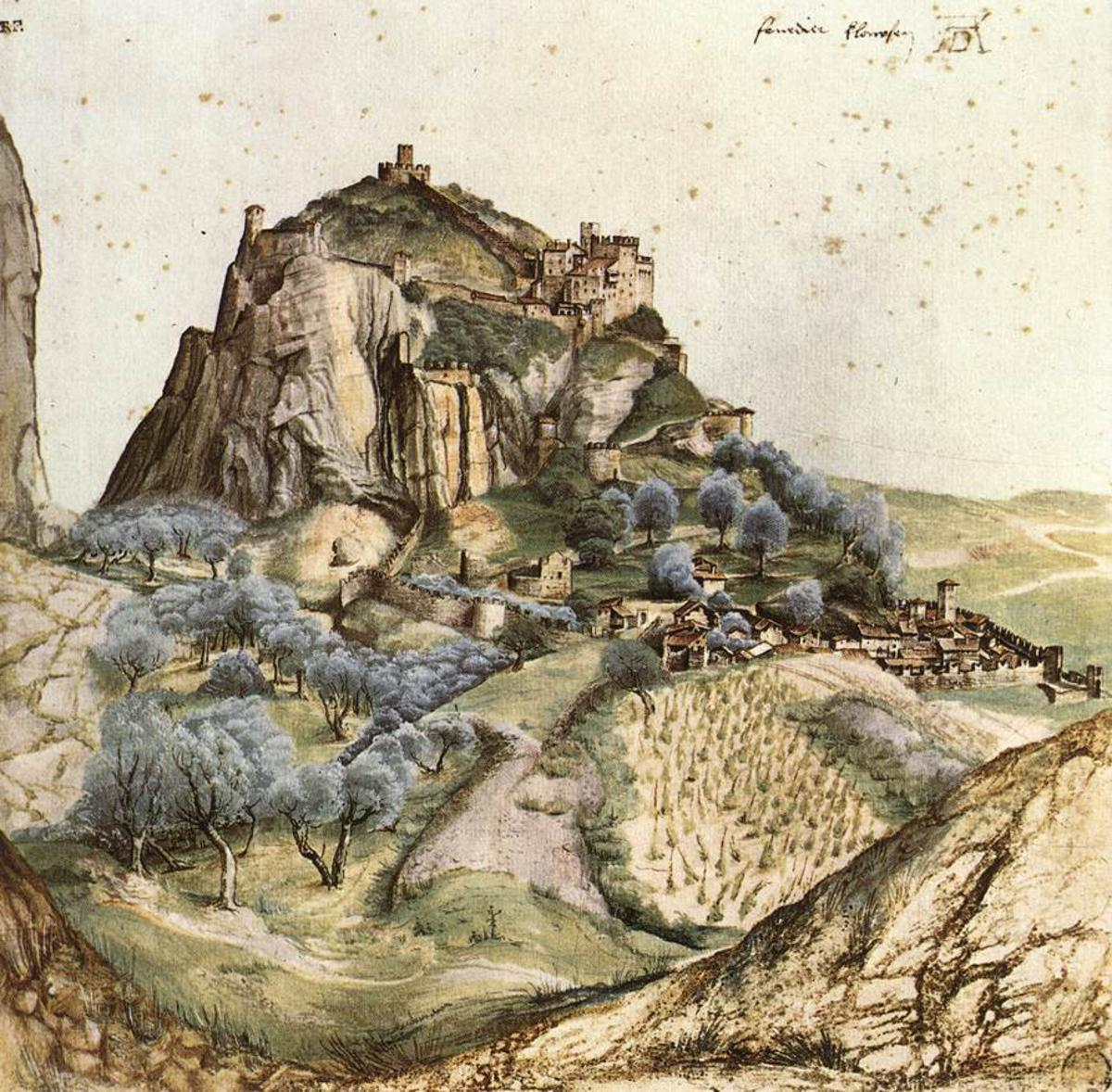
Die Burg von Arco, (Albrecht Dürer 1495)

## Klettergebiet
Die Placche di Baone sind als Klettergarten erschlossen und bietet Routen in Schwierigkeitsgraden 3a bis 6a in Ein- und Mehrseilenlängenrouten sowie Hilfen für das Paraclimbing.